# William Slim
William Joseph "Bill" Slim, 1st Viscount Slim (Bristol, 6 augustus 1891 – Londen, 14 december 1970) was een Britse militaire commandant en de 13de gouverneur-generaal van Australië. Hij vocht zowel in de Eerste Wereldoorlog als de Tweede Wereldoorlog en raakte drie keer gewond.

## Voor de Tweede Wereldoorlog
Slim studeerde aan de St. Philip’s School en King Edward’s School in Birmingham. Na school werkte hij tussen 1910 en 1914 als klerk bij Stewarts & Lloyds. In 1912 ging hij bij het officierenkorps van de Birmingham University en werd op 22 augustus 1914 als tijdelijk tweede luitenant bij de Royal Warwickshire Regiment gevoegd. Slim nam deel aan de Eerste Wereldoorlog. Tijdens de Slag om Gallipoli raakte Slim gewond en keerde terug naar Groot-Brittannië en kreeg een vaste aanstelling als tweede luitenant bij de West India Regiment. In oktober 1916 keerde hij terug naar zijn regiment in Mesopotamië en werd op 4 maart 1917 gepromoveerd tot luitenant. Hij raakte in 1917 voor de tweede keer gewond en kreeg tijdelijk de rang van kapitein en werd op 7 februari 1918 onderscheiden met de Military Cross vanwege zijn handelingen in Mesopotamië. Slim werd geëvacueerd naar India en hem werd op 2 november 1918 tijdelijk de rang van majoor in de 6e Gurkha Rifles gegeven. Op 22 mei 1919 promoveerde hij formeel tot kapitein en werd overgeheveld naar het Brits-Indische leger en werd in 1921 adjudant van het bataljon.
In 1926 werd Slim toegevoegd aan de Indian Staff College in Quetta. Op 5 juni 1929 werd hij benoemd tot General Staff officer, Second Grade. Op 1 januari 1930 werd hem de brevet van de rang van majoor gegeven met de formele promotie in die rang op 19 mei 1933. Zijn werkzaamheden voor op de Staff College leverde Slim eerst een benoeming bij het legerhoofdkwartier India in Delhi en dan van 1934 tot 1937 bij het Staff College in Camberley in Engeland. In 1938 promoveerde hij tot luitenant-kolonel en hem werd het commando gegeven over de 2de Bataljon van de 7e Gurkha Rifles. In 1939 kreeg Slim tijdelijk de rang van brigadier als commandant van zijn bataljon. Op 8 juni 1939 promoveerde hij tot kolonel en werd benoemd tot hoofd van de hoofdofficierenschool in Belgaum in India.

## Tweede Wereldoorlog

### Oost-Afrika en Midden-Oosten
Na de uitbraak van de Tweede Wereldoorlog werd Slim het bevel gegeven over de Indische 10de Brigade van de Indische 5e Infanteriedivisie en werd naar Soedan gezonden. Hij nam deel aan de Oost-Afrika Campagne om Ethiopië te bevrijden van de Italianen. Slim raakte op 21 januari 1941 opnieuw gewond tijdens gevechten in Eritrea.
Slim werd toegevoegd aan de staf van generaal Archibald Wavell in de Middle East Command. Hij verkreeg in juni 1941 de rang van generaal-majoor. Slim leidde de Indische 10e Infanteriedivisie als deel van de Iraqforce tijdens de Britse-Iraakse Oorlog, de Syrië-Libanon Campagne en de Anglo-Sovjet invasie van Iran.

### Birma Campagne
In maart 1942 kreeg Slim het bevel over het Burma Corps, ook bekend als BurCorps bestaande uit de Indische 17e Infanteriedivsie en de 1e Birma Divisie. Op 8 mei 1942 werd Slim benoemd tot luitenant-generaal. Het Korps werd in Birma aangevallen door de Japanners, was duidelijk in de minderheid en trok zich snel terug naar India. Op 28 oktober 1942 werd hij benoemd tot Commandeur in de Orde van het Britse Rijk.
Slims commando bestond uit de kustgebieden van Birma tot India, ten oosten van de Chittagong. Hij had een aantal onenigheden met de bevelhebber van de Eastern Army, Noel Irwin met als resultaat dat Irwin persoonlijk de controle overnam over de opmars van het 15e Legerkorps in de Arakan schiereiland. De operatie eindigde in een ramp, waardoor Slim werd hersteld in zijn commando van het 15e Legerkorps, maar te laat om de situatie te doen keren. Generaal Irwin en Slim gaven elkaar de schuld van de situatie, maar het eindigde er mee dat Irwin werd ontslagen en Slim gepromoveerd en werd benoemd tot commandant van het nieuwe Britse Veertiende Leger. Op 14 januari 1943 werd Slim onderscheiden met de Distinguished Service Order (DSO) vanwege zijn verdiensten in het Midden-Oosten in 1941.
Hij ging verder met zijn taak om zijn nieuwe leger te trainen om tegen de vijand te vechten. Het uitgangspunt was dat off-road mobiliteit essentieel was: veel zwaar materieel moest ingeruild worden voor muildieren of luchttransport en gemotoriseerd transport werd tot een minimum gehouden en beperkt tot die voertuigen die konden omgaan met het slechtste terrein op aarde. De nieuwe doctrine bepaalde dat als de Japanners de communicatielijnen afsnijden hun omsingeld zouden zijn. Alle eenheden moesten zich omvormen in “defensieve” dozen die vanuit de lucht konden worden bevoorraad en door luchtsteun kan worden ondersteund. De dozen werden ontworpen als een effectief antwoord op de tactiek van infiltratie die door de Japanners in de oorlog werd beoefend. Slim ook moedigde ook een verhoging van patrouilles om te zorgen dat zijn soldaten zowel hun angst voor de jungle en ook hun overtuiging dat de Japanse soldaten beter jungle strijders verliezen.
Aan het begin van 1944 behield Slim officieel de rang van kolonel met de vooroorlogse rang van generaal-majoor en de tijdelijke rang van luitenant-generaal. In januari 1944 tijdens de Tweede Arakan Offensief kwam er een Japanse tegenaanval en werd de Indische 7e Infanteriedivisie samen met delen van de Indische 5e Infanteriedivisie en de 81e (West-Afrikaanse) Divisie omsingeld. De verdediging van de 7e Indische Divisie was grotendeels gebaseerd op de Admin Box. Ze werden bevoorraad door luchttransporten en ontkenning wegens het verlies van hun aanvoerlijnen. De Japanse troepen waren troepen waren instaat om de verdediging bij Arakan te verslaan, maar waren niet instaat de geallieerden een beslissende nederlaag toe te brengen of op te rukken naar de omsingelde troepen. Terwijl de Tweede Arakan Offensief eindigde in een mislukking, bewees het wel dat tactieken zeer effectief waren tegen de Japanners.
Aan het begin van 1944 werd Slim benoemd tot Lid in de Orde van het Bad. Aan het einde van 1944 lanceerde de Japanners de invasie van India en rukte op richting Imphal in het noorden. Slim verplaatste twee gehele divisies (5de en 7de Indische) van Arakan na de gevechten in het noorden van India. Hevige defensieve gevechten vonden plaats bij Imphal, Sangshak en Kohima, terwijl de RAF en de USAAF hun troepen vanuit de lucht bevoorraden. Terwijl de Japanners in staat waren om op te rukken en delen van het 14de Leger te omsingelen, ze waren niet in staat om zich te verdedigen of zich uit de oerwouden te vluchten bij de Indische grens. De Japanse aanval liep vast. De Japanners weigerde om op te geven zelfs nadat de moesson begon en grote delen van hun leger werden vernietigd bij de uitvoering van hun operaties onder onmogelijke condities. Het resultaat was dat het Japanse leger door grote verliezen gedwongen was om zich in juli 1944 terug te trekken. Op 8 augustus 1944 werd Slim gepromoveerd tot luitenant-generaal en op 28 september 1944 werd hij bevorderd tot Ridder Commandeur in de Orde van het Bad. In december 1944 werd Slim tijdens een ceremonie bij Imphal samen met Philip Christison, Geoffrey Scoones en Montagu Stopford geridderd door Archibald Wavell.
In 1945 lanceerde Slim een offensief in Birma met bevoorradingsroutes die door honderd kilometers oerwoud liepen. Slim kreeg met dezelfde problemen te maken als de Japanners in 1944 en maakte de bevoorrading van zijn troepen een top issue. De rivier de Irrawaddy werd overgestoken en de stad Meiktila werd ingenomen, gevolgd door Mandalay. De geallieerde troepen bereikte de open vlaktes van Centraal-Birma en behielden het initiatief door de onder andere land- en luchtlandingen, luchtbevoorrading en ondersteuning door de RAF en de USAAF.
In combinatie met deze aanvallen hielp Force 136 mee om te zorgen dat de Birmezen in opstand kwam tegen de Japanners. Rangoon werd uiteindelijk voor het begin van de moesson ingenomen. De stad werd door een gecombineerde aanval vanaf land, vanuit de lucht en vanuit zee aangevallen en ze werden bijgestaan door de Anti-Fascist People's Freedom League onder leiding van Thakin Soe en Aung San.
Toen de Birma Campagne tot een einde kwam werd Slim eind mei 1945 door Oliver Leese, de bevelhebber van de Allied Land Forces South-East Asia (ALFSEA) geïnformeerd dat hij niet het Veertiende Leger zou leiden bij de komende invasie van Malaya, maar Slim zou het nieuwgevormde Twaalfde Leger die in Birma bleef leiden. Slim weigerde de benoeming en zei dat hij het liefst met pensioen ging. Alan Brooke, de Chief of the Imperial General Staff was woedend dat hij niet door Leese was geïnformeerd en Claude Auchinleck, de opperbevelhebber in India die op dat moment in Londen was oefende druk uit. De Supreme Allied Commander in Zuidoost-Azië, Louis Mountbatten verplichte Leese om de benoeming ongedaan te maken. Op 1 juli 1945 werd Slim gepromoveerd tot generaal en hij zou Leese opvolgen als opperbevelhebber van de ALFSEA, maar voordat hij zijn post betrad eindigde de oorlog.

## Na de Tweede Wereldoorlog
Na de oorlog keerde Slim terug naar Groot-Brittannië en werd op 1 januari 1946 benoemd tot Ridder Grootkruis in de Orde van het Britse Rijk en nam de post van commandant van de Imperial Defence College op zich. Op 7 februari 1947 werd hij adjudant van koning George VI en ging op 11 mei 1948 met pensioen. Hij werd voorzitter van de British Railways.
In november 1948 verwierp premier Clement Attlee het voorstel van Bernard Montgomery dat hij opgevolgd moest worden als chief of the Imperial General Staff door John Crocker. Hierdoor werd Slim teruggeroepen van zijn pensioen en in januari 1949 benoemd in de rang van veldmaarschalk. De Verenigde Staten verleende Slim in 1948 de Legion of Merit met als rang van commandeur.
Op 10 december 1952 werd Slim benoemd tot Grootkruis in de Orde van Sint-Michaël en Sint-George en werd op 8 mei 1953 benoemd tot gouverneur-generaal van Australië. Slim was een goede keuze voor gouverneur-generaal omdat hij een echte held was die tijdens de oorlog naast Australiërs tijdens Gallipoli en in het Midden-Oosten had gevochten. Op 2 januari 1953 werd hij benoemd tot Ridder in de Britse Orde van Sint-Jan. Op 27 april 1954 werd hij door koningin Elizabeth II benoemd tot Ridder Grootkruis in de Koninklijke Orde van Victoria.
In 1959 keerde Slim terug naar Groot-Brittannië waar hij zijn memoires publiceerde. Op 24 april 1959 werd hij benoemd tot Ridder in de Orde van de Kousenband. Op 15 juli 1960 werd voor hem de peerage “Viscount Slim of Yarraluma in de Australisch Hoofdstedelijk Territorium en van Bishopston in de stad en provincie van Bristol en werd op 18 juni 1964 benoemd tot bewaker en gouverneur van Windsor Castle.

## Militaire loopbaan
- Tijdelijk Second Lieutenant: 22 augustus 1914 - 31 januari 1915[3]
- Tijdelijk Lieutenant: 1 februari 1915 - 1 september 1915[3]
- Second Lieutenant: 24 juni 1916[3]
  - Anciënniteit: 1 juni 1915
- Lieutenant: 4 maart 1917[4]
  - Anciënniteit: oktober 1915
- Tijdelijk Captain: 1917
- Captain: 22 mei 1919[5]
- Tijdelijk Major: 2 november 1918[6]
- General Staff Officer, Second Grade: 5 juni 1929[7]
- Titulair Major: 1 januari 1930[8]
- Major: 19 mei 1933[9]
- Lieutenant-Colonel: 1938[10]
- Colonel: 8 juni 1939[11][3]
  - Anciënniteit: 1 januari 1938
- Tijdelijk Brigadier: 8 juni 1939 - 14 mei 1942[11][3]
- Waarnemend Major-General: 15 mei 1941 - 14 mei 1942[12][3]
- Tijdelijk Major-General: 15 mei 1942 - 18 maart 1943[3]
- Oorlogsduur Major-General: 19 maart 1943[13][3]
- Major-General: 16 november 1943[3]
- Waarnemend Lieutenant-General: 19 maart 1942 - 18 maart 1943[14][3]
- Tijdelijk Lieutenant-General: 19 maart 1943 - 2 april 1944[3]
- Lieutenant-General: 3 april 1944[15][3]
- General: 1 juli 1945 (uitdiensttreding 11 mei 1948 - 31 oktober 1948)[16][3]
- Field Marshal: 4 januari 1949 (reserve 4 januari 1949)[17][3]

## Onderscheidingen
- Ridder in de Orde van de Kousenband: 24 april 1959[18]
- Ridder Grootkruis in de Orde van het Bad: 2 januari 1950[19]
- Ridder Commandeur in de Orde van het Bad: 28 september 1944[20]
- Lid in de Orde van het Bad: 1944[21]
- Ridder Grootkruis in de Orde van Sint-Michaël en Sint-George: 10 december 1952[22]
- Ridder Grootkruis in de Koninklijke Orde van Victoria: 16 februari 1954[23]
- Ridder Grootkruis in de Orde van het Britse Rijk: 1 januari 1946[24]
- Commandeur in de Orde van het Britse Rijk: 28 oktober 1942[14]
- Ridder in de Orde van Sint-Jan: 2 januari 1953[25]
- Orde van Voorname Dienst: 14 januari 1943[26]
- Military Cross: op 7 februari 1918[27]
- 1914-15 Ster:[28]
- Britse Oorlogsmedaille:[28]
- Overwinningsmedaille:[28]
- 1939-1945 Ster:[28]
- Afrika Ster:[28]
- Birma Ster:[28]
- War Medal 1939-1945 met Eikenloof voor genoemd in de Dagorders:[28]
- Chief Commander in het Legioen van Verdienste (Verenigde Staten):[29]

- Australian Dictionary of Biography: slim-sir-william-joseph-11713
- Bibliothèque nationale de France: cb12682027n (data)
- Gemeinsame Normdatei: 122560671
- International Standard Name Identifier: 0000 0000 8154 0148
- Library of Congress Control Number: n50035278
- National Archives and Records Administration: 10581450
- Nationale Bibliotheek van Israël: 987007268201505171
- Nationale Bibliotheek van Polen: a0000002670403
- Nederlandse Thesaurus van Auteursnamen: 262284561
- SNAC: w69z9gmj
- Système universitaire de documentation: 067030947
- Trove: 624696
- Virtual International Authority File: 73975540
- WorldCat: E39PBJtmxvJ6mTCdDWq3pPGT73